# قائمة أطول الروايات
| عنوان الرواية                    | المؤلف                                 | الطبعة\الناشر                                         | عدد الصفحات                               | حجم الصفحة                                  | عدد الكلمات                                                                                | اللغة                                  | ملاحظات |
| -------------------------------- | -------------------------------------- | ----------------------------------------------------- | ----------------------------------------- | ------------------------------------------- | ------------------------------------------------------------------------------------------ | -------------------------------------- | --- |
| رجال النوايا الحسنة              | جول رومين                              | كالمان ليفي (باريس)                                   |                                           |                                             | 2,070,000                                                                                  | لغة فرنسية                             | سبعة وعشرون إصداراً |
| فينموراسو                        | جيا موهان                              | ناريناي\كيجاكا                                        | 7٬000 صفحة، تسعة إصدارات                  | 8.25 بوصة (21.0 سـم) x 5.85 بوصة (14.9 سـم) | 1,556,028 (آخر إحصاء شهر 9، 2016)                                                          | اللغة التاميلية                        | نسخة مستمر على شكل رواية من مهابهاراتا - كتب منها إلى الآن 10 مجلدات ونشرت ككتب. من المقرر إصدرا 20 مجلداً إضافياً.       |
| أرتامين                          | جورج دي سكوديري و\أو مادلين دي سكوديري | Augustin Courbé, 1649–53                              | 13٬095 صفحة، عشر إصدارات                  |                                             | 1٬954٬300                                                                                  | اللغة الفرنسية                         | |
| غوردانا                          | ماريا يوريتش زاغوركا                   | Školska knjiga, 2007                                  | 8٬768 صفحة، إثنا عشر إصداراً               |                                             | 1٬400٬000 (تقديري)                                                                         | اللغة الكرواتية                        | أطول رواية كرواتية. |
| البحث عن الزمن المفقود (رواية)   | مارسيل بروست                           | غاليمار (كوليشين فوليو طبعة، 1988–1990)               | 3٬031 صفحة، سبع إصدارات                   | 7 بوصة (17.8 سـم) x 5 بوصة (12.7 سـم)       | 1٬267٬069                                                                                  | اللغة الفرنسية                         | موسوعة غينيس للأرقام القياسية أطول رواية في العالم. يقدّر عدد أحرفها بـ 9,609,000 حرفاً.                                  |
| Zettels Traum                    | أرنو شميدت                             | سوركامب فيرلاغ (2010 طبعة)                            | 1٬536 صفحة                                | 14.1 بوصة (35.8 سـم) x 10.8 بوصة (27.4 سـم) | 1٬100٬000 (تقديري)                                                                         | اللغة الألمانية                        | 6,800,000 حرفاً; أطول رواية صدرت في إصدارٍ واحد                                                                           |
| كلاريسا أو تاريخ امرأة شابة      | صمويل ريتشاردسون                       | دار بنجوين للنشر (1986)                               | 1٬534 صفحة، غلاف ورقي                     | 9.2 بوصة (23.4 سـم) x 5.8 بوصة (14.7 سـم)   | 984٬870 (1964 تقدير نيويورك تايمز)                                                         | اللغة الإنجليزية                       | |
| مكتب هيت (رواية)                 | ج. ج. فوسكويل                          | فان أورشوت، 1996-2000                                 | 5٬058 صفحة، سبعة إصدارات                  | 7.85 بوصة (19.9 سـم) x 4.95 بوصة (12.6 سـم) | 1,590,000                                                                                  | اللغة الهولندية                        | |
| كليدر (رواية)                    | محمود دولت آبادي                       | فارانغ مواسير                                         | 2٬836 pages, ten volumes                  |                                             | 950,000                                                                                    | اللغة الفارسية                         | أطول رواية فارسية |
| Poor Fellow My Country           | خافيير هيربرت                          | هاربر كولنز ناشرون (أستراليا)                         | 1٬466 صفحة، غلاف صلب                      | 8.1 بوصة (20.6 سـم) x 5.6 بوصة (14.2 سـم)   | 852٬000                                                                                    | اللغة الإنجليزية                       | فائز بجائزة مايلز فرانكلين لعام 1975                                                                                    |
| نساء ورجال                       | جوزيف مكلروي                           | Knopf (1987)                                          | 1٬192 صفحة، غلاف صلب                      | 9 بوصة (22.9 سـم) x 6 بوصة (15.2 سـم)       | 850,000 (تقديري) 700,000 (تقديري)                                                          | اللغة الإنجليزية                       | |
| حلم الغرفة الحمراء 紅樓夢        | تساو شيويه تشين                        | دار بنجوين للنشر                                      | 2٬339                                     | 7.75 بوصة (19.7 سـم) x 5 بوصة (13 سـم)      | 845,000 (تقديري)                                                                           | مترجمة من اللغة الصينية إلى الإنجليزية | |
| سيرونيا، تكساس (رواية)           | ماديسون كوبر                           | هوتون مفلين (1952)                                    | 1٬731 صفحة، إصداران                       |                                             | 840٬000 (تقديري)                                                                           | اللغة الإنجليزية                       | |
| رومانسية الممالك الثلاث 三國演義 | لو قوانتشونغ                           | مطبعة اللغات الأجنبية (1995)                          | 2٬340 صفحة، أربعة إصدارات                 | 7.2 بوصة (18.3 سـم) x 4.5 بوصة (11.4 سـم)   | 800٬000 (تقديري)                                                                           | ترجمة من الصينية إلى الإنجليزية        | |
| الآنسة ماكنتوش، حبيبتي           | مارغريت يونغ                           | سكرايبنيرز (1965)                                     | 1٬198 صفحة                                |                                             | 750٬000 (تقديري) 576,000 (تقديري)                                                          | اللغة الإنجليزية                       | |
| القدس                            | آلان مور                               | نوك أباوت كوميكس (2016)                               | 1٬266 صفحة                                | 9.6 بوصة (24.4 سـم) x 6.6 بوصة (16.8 سـم)   | 600٬000 (تقديري)                                                                           | اللغة الإنجليزية                       | |
| سير تشارلز غرانديسون             | صمويل ريتشاردسون                       | عالم أكسفورد للكلاسيكيات (1986)                       | 1٬647 صفحة                                | 7.2 بوصة (18.3 سـم) x 4.6 بوصة (11.7 سـم)   | 750,000 (تقديري)                                                                           | اللغة الإنجليزية                       | |
| البؤساء                          | فكتور هوغو                             | طبعة غيتنبيرغ الإلكترونية                             |                                           |                                             | 655٬478                                                                                    | اللغة الفرنسية                         | |
| فارني مصاص الدماء                | جيمس مالكولم رايمر وتوماس بيكيت بريست  | إدوراد لويد (ناشر) (1845–47)                          | 866 صفحة                                  |                                             | 667٬000                                                                                    | اللغة الإنجليزية                       | النشر الأصلي مجهول. حالياً، تنقسم الآراء فيما يتعلق بملكية التأليف.                                                      |
| أطلس هازا كتفيه                  | آين راند                               | دار سيغنيت للكتب (طبعة 1996)                          | 6.9 بوصة (17.5 سـم) x 4.1 بوصة (10.4 سـم) |                                             | 645٬000 (تقدير الناشر ونيويورك تايمز وبواسطة المؤلفة نفسها، حيث نقلت عدد الكلمات المطبوعة) | اللغة الإنجليزية                       | |
| جان-كريستوف                      | رومان رولان                            | هنري هولت (ناشر) (1910,1911,1913)                     | 1٬666 صفحة، ثلاث إصدارات                  |                                             | 610٬000 (تقديري)                                                                           | ترجمة من اللغة الفرنسية إلى الإنجليزية | حاز المؤلف جائزة نوبل في الأدب عام 1915                                                                                 |
| "وسيدات النادي"                  | هيلين هوفر سانتماير                    | مطبعة جامعة ولاية أوهايو (1982)                       | 1٬344 صفحة                                |                                             | 600,000 (تقدير صحيفة)                                                                      | اللغة الإنجليزية                       | أفضل مبيعات 1984 |
| ولد ملائم                        | فيكرام سيث                             | دار بنجوين للنشر                                      | 1٬368 صفحة، غلاف ورقي                     | 8 بوصة (20.3 سـم) x 5.5 بوصة (14 سـم)       | 593٬674                                                                                    | اللغة الإنجليزية                       | تم الحصول على عدد الكلمات من عداد كلمات الكتب الإلكترونية في أمازون                                                     |
| إف إل فيك                        | ألويز ييراسيك                          | Československý spisovatel (آخر إصدار مطبوع 1976–1977) | 1٬870 صفحة                                |                                             | 571٬350                                                                                    | اللغة التشكية                          | أخذ عدد الكلمات من الكتاب الإلكتروني عام 2011.                                                                          |
| الحرب والسلم Война и мир         | ليو تولستوي                            | عالم أكسفور للكلاسيكيات                               | 1٬440 صفحة، غلاف ورقي                     | 7.6 بوصة (19.3 سـم) x 5.1 بوصة (13.0 سـم)   | 587٬287 New American Library Version and 561,093 عالم أكسفور للكلاسيكيات                   | ترجمة من اللغة الروسية إلى الإنجليزية  | ثمة اختلافات كبيرة في عدد الكلمات بين النسخ المترجمة والمنشورة.                                                         |
| Il mulino del Po                 | ريكاردو باتشيلي                        | أرنالدو موندادوري للنشر                               | 2٬113 صفحة، غلاف ورقي                     | 8 بوصة (20.3 سـم) x 5.4 بوصة (13.7 سـم)     | 559٬830[بحاجة لمصدر]                                                                       | اللغة الإيطالية                        | |
| دعابة لانهائية                   | ديفيد فوستر والاس                      | باك بيه للكتب                                         | 1٬104 صفحات، غلاف ورقي                    | 9.2 بوصة (23.4 سـم) x 6 بوصة (15.2 سـم)     | 543٬709                                                                                    | اللغة الإنجليزية                       | |
| Remembrance Rock                 | كارل ساندبيرغ                          | مارينر للكتب                                          | 1٬088 صفحة، غلاف ورقي                     | 9 بوصة (22.9 سـم) x 6 بوصة (15.2 سـم)       | 532٬030 و673,000                                                                           | اللغة الإنجليزية                       | اعتُمد عدد الكلمات من النسخة الإلكترونية التي أعدها موقع أمازون (الكتاب الإلكتروني) بالإضافة إلى العدد الذي وفّره المؤلف. |
| نحو برج الملاك الأخضر            | تاد وليامز                             | داو للكتب                                             | 1٬083 صفحة، غلاف صلب                      |                                             | 520٬000                                                                                    | اللغة الإنجليزية                       | اعتُمِد عدد الكلمات من النسخة الإلكترونية التي أعدها موقع أمازون (الكتاب الإلكتروني)                                      |
| Horcynus Orca                    | ستيفانو دي آريغو                       | أرنولدو موندادوري للنشر                               | 1٬257 صفحة، غلاف صلب                      | 8.2 بوصة (20.8 سـم) x 5.6 بوصة (14.2 سـم)   | 508٬751[بحاجة لمصدر]                                                                       | اللغة الإيطالية                        | |
| روكامبول (Rocambole)             | بيير أليكسيس بونسون دو ترايل           |                                                       | 50،000 صفحة (عشرون جزءاً)                  | 23.5 سم × 16.5 سم                           |                                                                                            | اللغة الفرنسية                         | نقلها طانيوس عبده للعربية                                                                                               |

## وصلات خارجية
- أطول 10 روايات على الإطلاق